# Paracyathus
Paracyathus is een geslacht van neteldieren uit de klasse van de Anthozoa (bloemdieren).

## Soorten
- Paracyathus andersoni Duncan, 1899
- Paracyathus arcuatus Lindström, 1877
- Paracyathus cavatus Alcock, 1893
- Paracyathus conceptus Gardiner & Waugh, 1938
- Paracyathus coronatus Duncan, 1876
- Paracyathus darwinensis Cairns, 2004
- Paracyathus ebonensis Verrill, 1866
- Paracyathus fulvus Alcock, 1893
- Paracyathus humilis Verrill, 1870
- Paracyathus indicus Duncan, 1899
- Paracyathus lifuensis Gardiner, 1899
- Paracyathus molokensis Vaughan, 1907
- Paracyathus montereyensis Durham, 1947
- Paracyathus parvulus Gardiner, 1899
- Paracyathus persicus Duncan, 1876
- Paracyathus porcellanus Verrill, 1866
- Paracyathus procumbens Milne Edwards & Haime, 1848 †
- Paracyathus profundus Duncan, 1889
- Paracyathus pruinosus Alcock, 1902
- Paracyathus pulchellus (Philippi, 1842)
- Paracyathus rotundatus Semper, 1872
- Paracyathus stearnsii Verrill, 1869
- Paracyathus stokesii Milne Edwards & Haime, 1848
- Paracyathus vittatus Dennant, 1906